# Дезертификација
Дезертификација је врста деградације земљишта у сушним подручјима у којој се биолошка продуктивност губи услијед природних процеса или индукована људским активностима при чему плодна подручја постају све сушња. То је ширење сушних подручја узроковано разним факторима, као што су климатске промене (посебно тренутно глобално загревање) и прекомерна експлоатација тла људским активностима.
Када се пустиње аутоматски појаве током природног циклуса планете, онда се то може назвати природним феноменом; међутим, када се пустиње појаве због снажног и неконтролираног исцрпљивања хранљивих материја у земљишту које су неопходне за то да остане обрадиве, тада се може говорити о виртуелној "смрти тла", која свој узрок враћа у прекомерну експлоатацију људи. Дезертификација је значајан глобални еколошки и еколошки проблем с далекосежним посљедицама на социо-економске и политичке услове.

## Историја
Најпознатије пустиње на свету настале су природним процесима који су се међусобно деловали у дужим интервалима. Током већине ових времена, пустиње су расле и смањивале се независно од људских активности. Палеодесерти су велика пјешчана мора која су сада неактивна јер су стабилизирана вегетацијом, а неке се протежу и изван садашњих руба главних пустиња, попут Сахаре, највеће вруће пустиње. 
Историјски докази показују да је озбиљно и обимно пропадање земље које се десило пре неколико векова у сушним регионима имало три епицентара: Средоземље, Мезопотамијску долину и Кинеску висораван Лоес, где је насељеност била густа.
Најранија позната расправа о овој теми појавила се убрзо након француске колонизације западне Африке, када је комисија за проучавање наручила студију о напредовању прогресивног сушења, како би истражила праисторијско ширење сахарске пустиње.

## Погођена подручја
Сушне површине заузимају око 40–41% копнене површине и дом је више од 2 милијарде људи. Процењено је да је око 10–20% сувих подручја већ деградирано, при чему је укупна површина на коју је утицало дезертификација између 6 и 12 милиона квадратних километара, да око 1–6% становника сувих подручја живи у напуштеним подручјима, и да милијарда људи је угрожена од даље дезертификације.
Од 1998. године, тадашњи степен ширења Сахарe на југ није био добро познат, због недостатка недавног, мерљивог ширења пустиње у Сахел у то време.
Утицај глобалног загревања и људских активности представљени су у Сахелу. У овој области ниво дезертификације је веома висок у поређењу с другим областима света. Сва подручја која се налазе у источном дијелу Африке (тј. У региону Сахел) карактерише сува клима, вруће температуре и ниска количина падавина (300–750 мм падавина годишње). Дакле, суша је правило у региону Сахел. Нека истраживања показују да је Африка изгубила приближно 650.000 km² свог производног пољопривредног земљишта у последњих 50 година. Распрострањеност дезертификације на овом подручју је знатна.
Мали регион Сахел
Неке статистике показују да се од 1900. године Сахара проширила за 250 км на југ кроз део земље од запада до истока дужине 6 000 км. Истраживање, које је извршио Истраживачки институт за развој, показало је да се то значи да се сувоћа брзо шири у сахелијским земљама. 70% сушне површине се погоршало, а водени ресурси су нестали, што је довело до деградације тла. Губитак горњег тла значи да биљке не могу чврсто да се укорене и могу да их искорене бујица или јаки ветрови.
Конвенција Уједињених нација (УНЦ) каже да би се око шест милиона грађана Сахела требало одрећи напуштених зона субсахарске Африке за сјеверну Африку и Европу између 1997. и 2020. године.
Језеро Чад, које се налази у региону Сахел, посебно је тешко погођено овом појавом. Узрок пресушивања језера је због повлачења наводњавања и годишњег пада падавина. Језеро се смањило за преко 90% од 1987. године, расељавајући милионе становника. Недавни напори су успели да направе одређени напредак ка њеној обнови, али се још увек сматра да постоји ризик да ће у потпуности нестати.
Друго велико подручје на које утјече дезертификација је пустиња Гоби. Тренутно је пустиња Гоби најбржа пустиња на Земљи; према неким истраживачима, пустиња Гоби прогута преко 3.600 km2 (1.400 sq mi) земље годишње. Ово је уништило многа села на свом путу. Ово ствара велики проблем народу Кине. Ускоро ће морати да се позабаве пустињом, како се приближава. Иако је и сама пустиња Гоби још увек удаљена од Пекинга, извештаји из теренских студија наводе да велике пешчане дине формирају само 70 km (43 mi) изван града.

### Јужна Америка и Монголија
Јужна Америка је још једно подручје захваћено дезертификацијом, јер је 25% земљишта класификовано као сувоређе. Специфично у Аргентини, сува подручја представљају више од половине укупне површине земљишта, а дезертификација може потенцијално пореметити националну опскрбу храном.
Монголија је област захваћена дезертификацијом због превелике паше. У деведесетима након пада комунизма у земљи, људи су били мотивисани да постану пастири. То је резултирало удвостручењем броја сточара и преплавом монголских травњака. Сада је 90% монголских травњака крхка сува земља. Превелика популација у Монголији је још један узрок превелике паше многих стадара који се боре да обезбеде храну за своју породицу.